# Route nationale 3 (Luxemburg)
Die Route nationale 3 (deutsch: Nationalstraße 3), kurz N3, ist eine ca. 13 km lange Nationalstraße in Luxemburg. Sie beginnt in der Hauptstadt (Stadtteil Gare), verläuft dann in Richtung Süden des Großherzogtums und endet an der Grenze zwischen  Luxemburg und  Frankreich.

## Aktueller Verlauf
Hinter dem BCEE-Hauptsitz am Place de Metz beginnt die N3 und verläuft zunächst über die Avenue de la Liberté und dann entlang des Hauptbahnhofs über die Rue de la Gare.
Hinter dem Hauptbahnhof überquert die N3 am Pont Buchler die zahlreichen Gleisstränge der CFL, kurz dahinter zweigt dann die B3 in Richtung Tunnel Albert Bousser (Pénetrante Sud) ab. Die N3 verläuft weiter als Rte. de Thionville, kurz danach zweigt die neue N  (Bvd. de Kyiv) ab, die künftig als Umfahrung von Hesperingen einen nicht unerheblichen Teil des Verkehrs auf der N3 aufnehmen soll.
Einige Kilometer weiter überquert die N3 den Autobahn-Tunnel Howald, durch den die verläuft.
Die Trassierung läuft weiter über die Route de Thionville und führt weiter nach Hesperingen-Zentrum.
Im folgenden Verlauf erreicht die N2 die Kreuzung Schlamnesté, bevor in Frisingen die N  gekreuzt wird und wenig später am Verteilerkreis Frisingen auf die  gewechselt werden kann.
Wenige Meter hinter dem Ortsausgang Frisingen an der Grenze zu  Frankreich geht die N3 in die Département-Straße D 653 (Richtung Thionville) über.

## Seitenäste der N3

### Schnellstraße B3 – Pénétrante Sud
Die Voie express 3, kurz B3, verbindet Bonneweg mit der A3.
Sie zweigt von der N3 ab, unterfährt im Tunnel Alber Bousser als Pénétrante Sud die vielen Bahngleise der CFL, um dann in den Kreisverkehr Gluck in unmittelbarer Nähe zum Tunnel Rangwee zu münden.
Von dort aus besteht die Möglichkeit, in das neue Wohnviertel Cloche d'Or (angrenzend an das gleichnamige Industriegebiet) zu gelangen, in Richtung  zu wechseln oder alternativ auf die  aufzufahren.

### N3a
Die  ist der Place de Metz, wo die N3 die N2 kreuzt. Die N3a ist aufgrund ihrer geringen Länge nicht als solche ausgeschildert.

## Bildergalerie

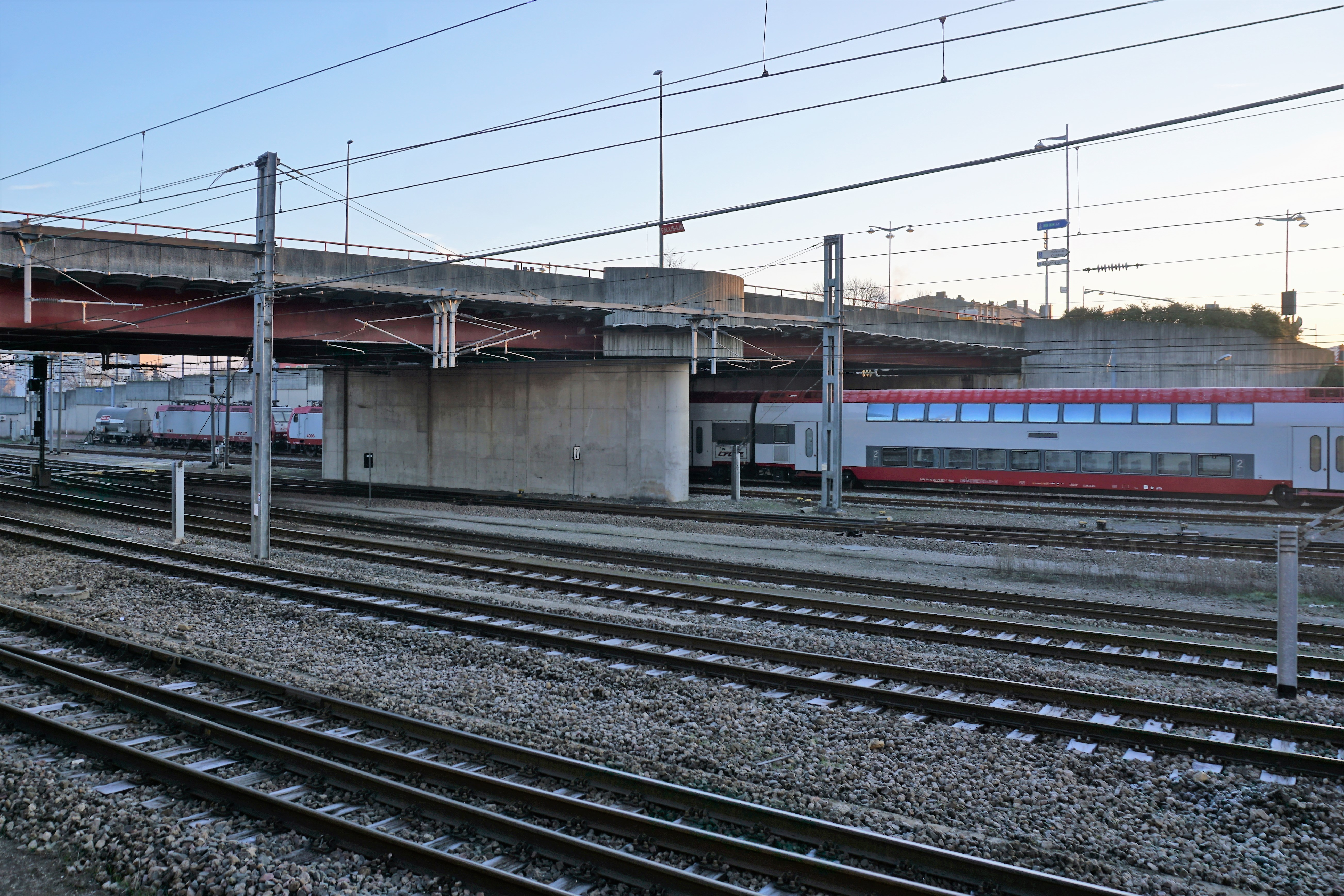
Pont Buchler von den Gleisanlagen aus gesehen
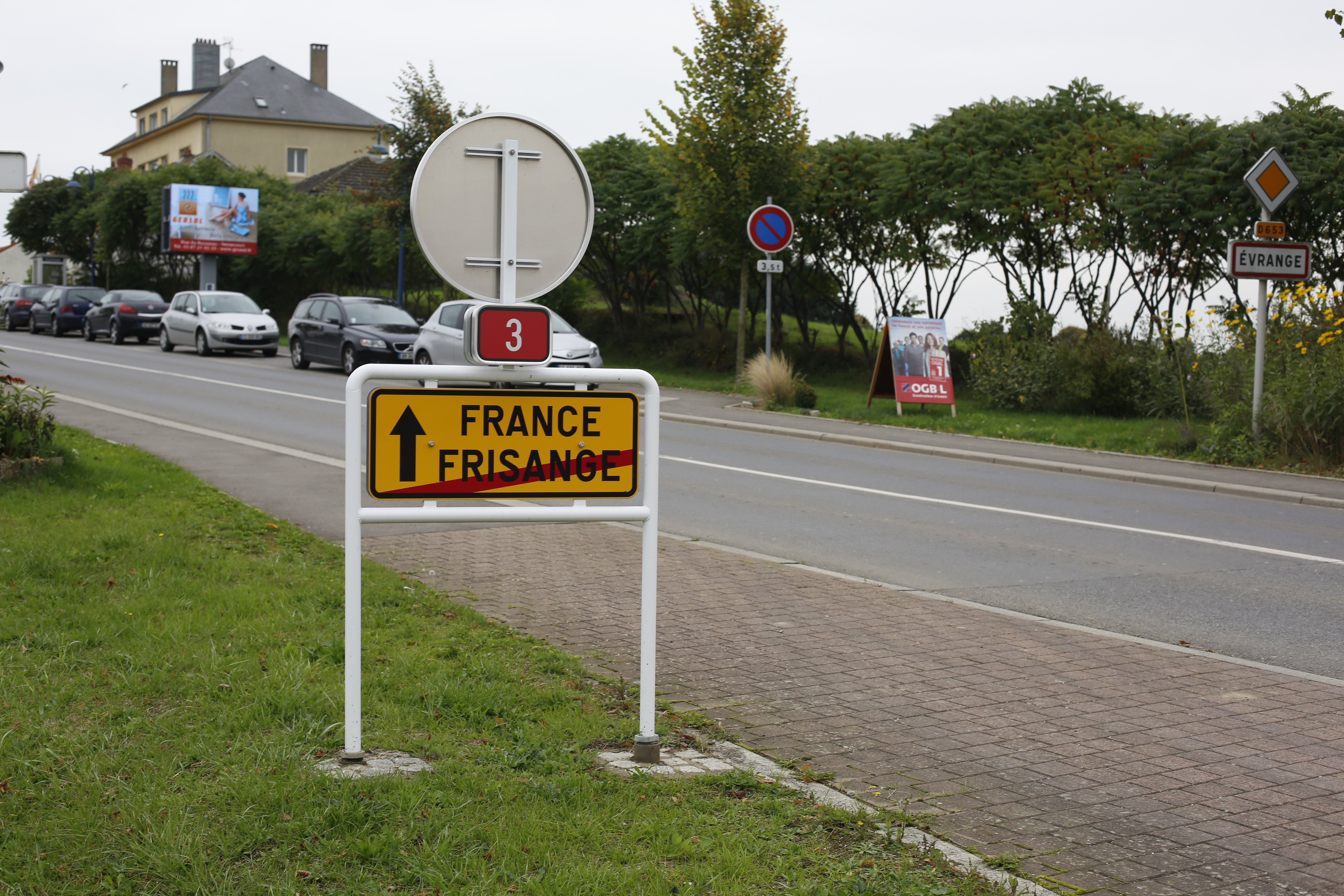
Das Ende der N3 in Frisingen (an der Grenze zu  Frankreich)
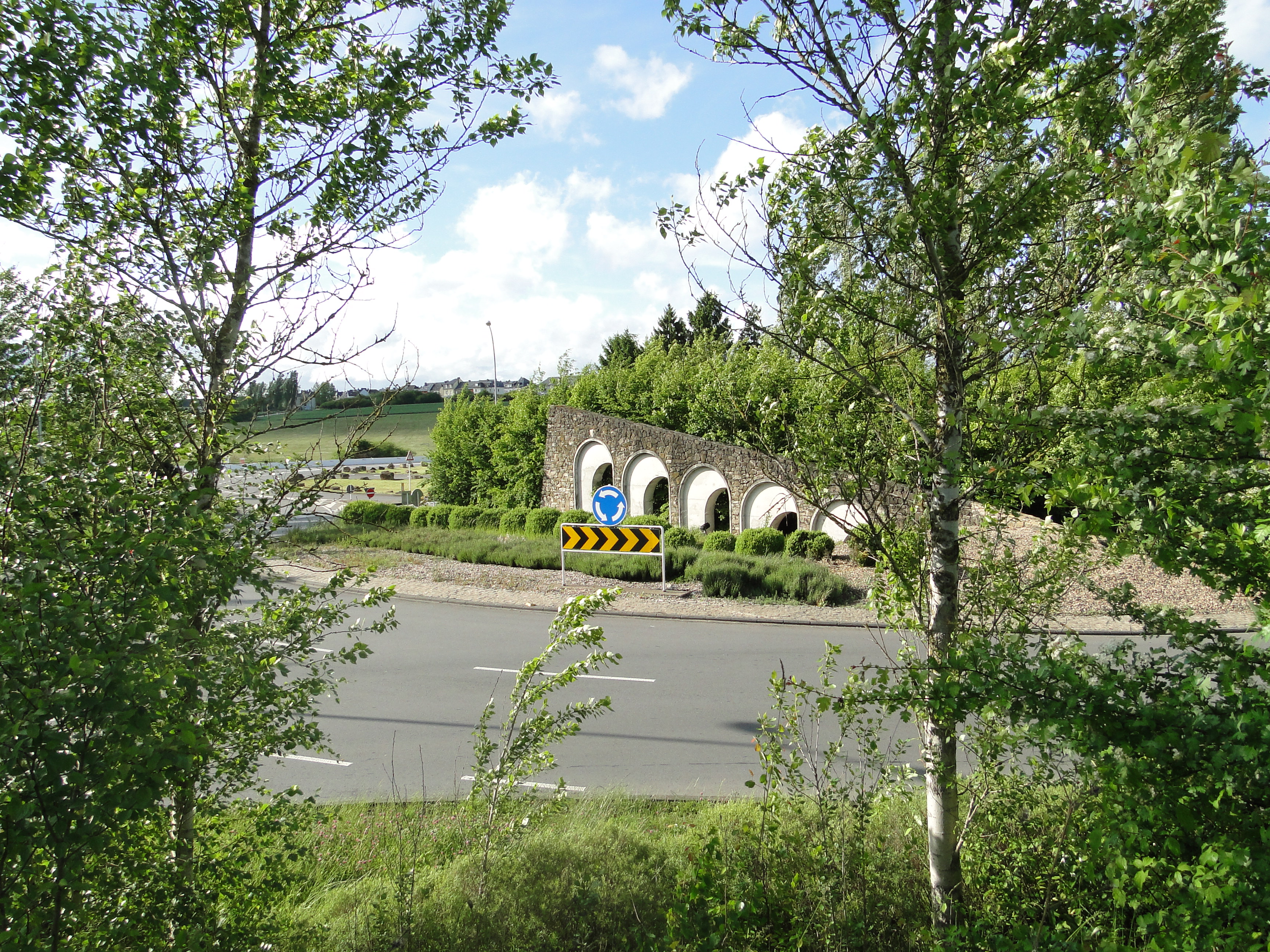
Der Rond-Point Gluck in Howald/Gasperich
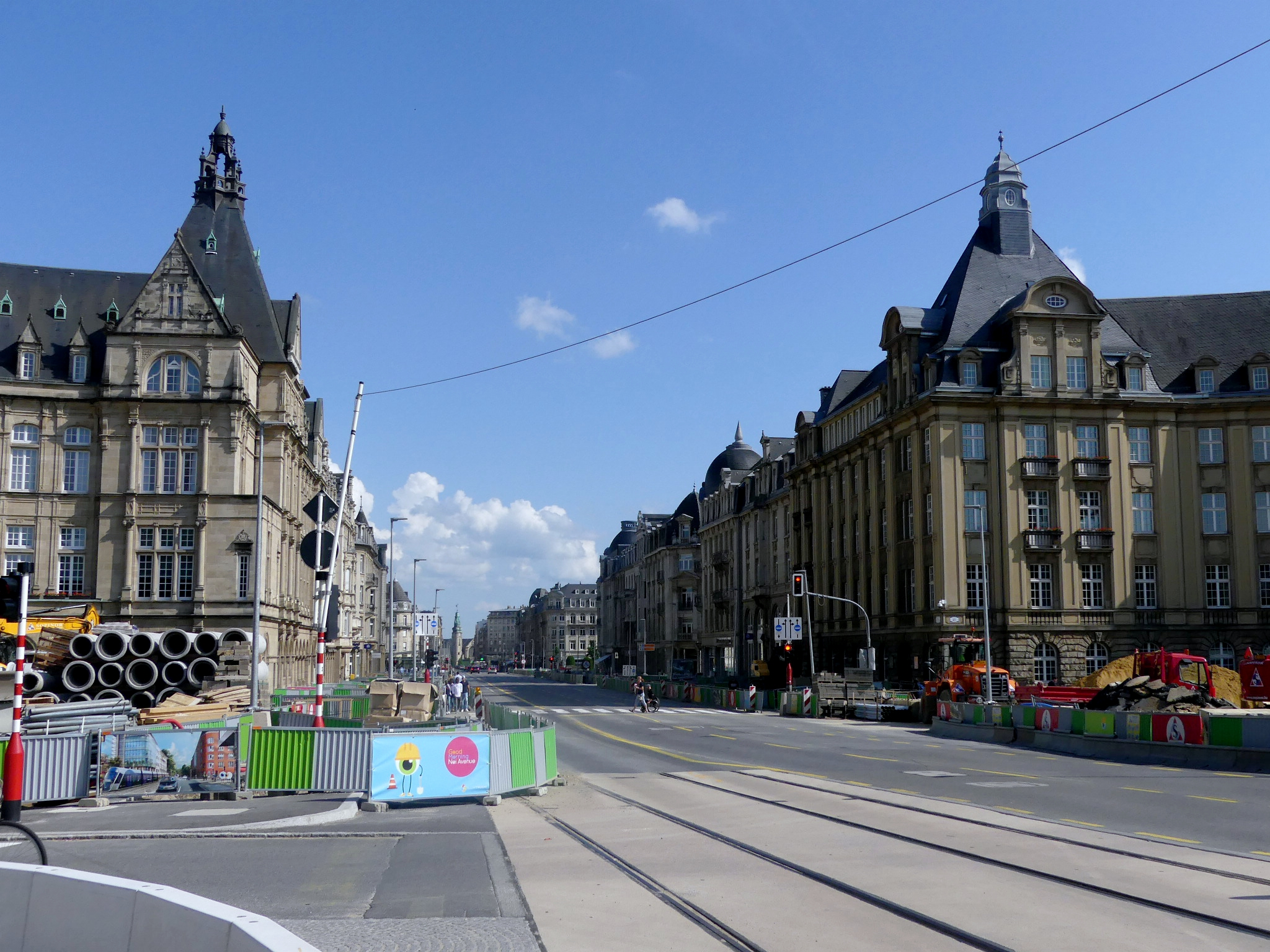
Place de Metz (N3A) und Beginn der N3